# Powerbike
Powerbike is een historisch merk van hulpmotoren.
De Powerbike werd van 1949 tot 1953 in de Verenigde Staten geproduceerd. Het betrof in feite een motorwiel dat elk normaal achterwiel van een fiets kon vervangen. De 1½ pk-motor had een automatische koppeling.